# 姬鮨
姬鮨（学名：Tosana niwae）为輻鰭魚綱鱸形目鱸亞目鮨科姬鮨属的鱼类，俗名姬花鲈。分布于日本以及南海与东海、台湾东港等，體長可達16公分。该物种的模式产地在日本Tosa。